# رابرت سدریک شریف
رابرت سدریک شریف (انگلیسی: Robert Cedric Sherriff؛ ۶ ژوئن ۱۸۹۶ – ۱۳ نوامبر ۱۹۷۵) یک فیلم‌نامه‌نویس و پدیدآور اهل بریتانیا بود.

## فیلم‌شناسی
- ۱۹۱۹: The Toilers
- ۱۹۳۳: مرد نامرئی
- ۱۹۳۴: One More River
- ۱۹۳۷: راه بازگشت
- ۱۹۳۷: The Road Back
- ۱۹۳۹: خداحافظ، آقای چیپس
- ۱۹۳۹: چهار پر
- ۱۹۴۱: آن خانم همیلتون
- ۱۹۴۲: This Above All
- ۱۹۴۵: Odd Man Out
- ۱۹۴۸: Quartet
- ۱۹۵۰: No Highway
- ۱۹۵۵: منفجرکننده‌های سد
- ۱۹۵۵: The Night My Number Came Up
- ۱۹۵۵: Cards with Uncle Tom (تلویزیون)
- ۱۹۶۳: The Ogburn Story (تلویزیون)